# Up the Downstair
Up the Downstairs – drugi album angielskiego zespołu Porcupine Tree wydany w maju 1993 r. Początkowo miał być to podwójny album, zawierający utwór Voyage 34 (wydany na singlu w 1992 r.) i inny materiał (wydany w 1994 r. na EP Staircase Infinities). W 2005 r. album został częściowo ponownie nagrany, zremiksowany i zremasterowany i wydany jako podwójny album razem z EP Staicase Infinities. Tygodnik "Melody Maker" nazwał "Up The Downstair" psychodelicznym arcydziełem, jednym z najlepszych albumów roku 1993 w Wielkiej Brytanii.

## Lista utworów

### Wersja oryginalna
1. "What You Are Listening To..." – 0:58
2. "Synesthesia" – 5:11
3. "Monuments Burn into Moments" – 0:20
4. "Always Never" – 6:58
5. "Up the Downstair" – 10:03
6. "Not Beautiful Anymore" – 3:26
7. "Siren" – 0:52
8. "Small Fish" – 2:43
9. "Burning Sky" – 11:06
10. "Fadeaway" – 6:19

### Edycja 2004
CD 1 – Up The Downstair
1. "What You Are Listening To..." – 0:57
2. "Synesthesia" – 5:16
3. "Monuments Burn into Moments" – 0:22
4. "Always Never" – 7:00
5. "Up the Downstair" – 10:14
6. "Not Beautiful Anymore" – 3:25
7. "Siren" – 0:57
8. "Small Fish" – 2:42
9. "Burning Sky" – 11:36
10. "Fadeaway" – 6:19

CD 2 – Staircase Infinities
1. "Cloud Zero" – 4:40
2. "The Joke's On You" – 4:17
3. "Navigator" – 4:49
4. "Rainy Taxy" – 6:50
5. "Yellow Hedgerow Dreamscape" – 9:36